# Édouard Kargu
Édouard Kargu (właśc. Edward Kargulewicz, ur. 16 grudnia 1925 w Górkach, zm. 13 marca 2010 w Camblanes-et-Meynac) – francuski piłkarz polskiego pochodzenia, grający na pozycji napastnika. W latach 1950–1953 reprezentant Francji (11 meczów, 3 gole). Przez większą część kariery zawodnik Girondins Bordeaux. Król strzelców Division Nationale w sezonie 1953/54 (27 bramek).
Mając 2 lata wyemigrował z rodzicami z Polski do Francji, osiadając w północnej części Lotaryngii. Grę w futbol zaczynał w latach 30. w juniorskiej drużynie amatorskiego ES Piennes, z którego wywodziło się wielu późniejszych zawodowych piłkarzy o włoskich lub polskich korzeniach. W kolejnych latach grał w seniorskich zespołach dwóch innych klubów z departamentu Meurthe i Mozela – AS Giraumont oraz CS Blénod. Podczas II wojny światowej i niemieckiej okupacji przeniósł się do Akwitanii, występując w UA Cognac. W 1947 r. trafił do Girondins Bordeaux, z którym podpisał zawodowy kontrakt. Przez ponad dekadę pozostał wierny „Żyrondystom”, występując w ich barwach zarówno w Division Nationale, jak i Division Interrégionale. Dla „Les Girondins” rozegrał 390 oficjalnych spotkań we wszystkich rozgrywkach, zdobywając w nich 168 goli.